# 榮耀極限
〈榮耀極限〉是美國歌手Lady Gaga專輯《天生完美》的第三支單曲，歌曲由Lady Gaga、Garibay及Blair寫成。〈榮耀極限〉原本是《天生完美》的第一支宣傳單曲，但是歌曲在發佈後獲得廣大好評令唱片公司意外，加上第二支單曲〈猶大〉並沒有如預期般成功，唱片公司與Lady Gaga於2011年5月17日號宣布將〈榮耀極限〉更改為專輯的第三支單曲，並正式派到電台點播，這支單曲在正式推出後隨即空降《告示牌》百强单曲榜第3位。
這首歌是一首描述人生最后时刻的舞曲，由Lady Gaga在其祖父去世後得到靈感寫成，歌曲加入了薩克管元素（由美国萨克斯风音乐家克拉伦斯·克莱蒙弹奏），并与20世纪80年代成人当代音乐作品有许多类似之处。
这首歌获得一致好评，许多评论家把这首歌认为是专辑的亮点。许多好评针对歌曲的合唱部分及音乐制作。评价者还称赞Gaga的唱腔，将其描述为“饱含深情”（soulful）。这首歌在主流音乐市场上都取得不错成绩，在包括澳大利亚，比利时，加拿大，新西兰，挪威，西班牙和英国的榜单上面位居前十。在美国，〈榮耀極限〉在《告示牌》百强单曲榜排名第三，成为了Lady Gaga在美国连续第十支排名前十的单曲。
由Lady Gaga自己和她的创意团队Haus of Gaga合作导演的音乐录影带在五月下旬拍摄。这支音乐录影带表现了Gaga从煙霧瀰漫房间離開后在无人的街上的舞步，与她之前的录影带相比较为简洁，具体表现在它没有复杂的编舞和伴舞者，且除了由范哲思设计服装外，Gaga没有更换其他服装。评论者称赞这支录影带的简洁，并将它与迈克尔·杰克逊、珍妮·杰克逊和麦当娜的MV相比。Gaga在公开场合多次表演此歌。日本朝日電視台2011年7月至9月放送的《Jiu 警視庁特殊犯搜查係》用此曲作為主題曲。

## 创作背景和灵感
“这首歌是关于我的祖母站在垂死的祖父旁的一切。在这一刻，我感到他像是突然看向祖母并认为自己已成为生活的赢家，就像这样，‘我是胜利者。我们赢了。我们的爱使我们成为了赢家。’他们已经结婚60年了。我想，你生命中的荣耀时刻就是当你已经可以离开了，在没有什么话好说，在没有什么事好做，没有山让你去攀登的那一刻。你在悬崖之上，轻触帽檐自我祝贺，然后安然离去。那就是当我目睹那一刻时所感。”
—gaga向《纽约时报》的Jon Pareles谈论这首歌

〈榮耀極限〉由Lady Gaga、Fernando Garibay和DJ White Shadow合写，由Gaga和Garibay共同制作。歌曲内容最初在2011年一月发布，当时Gaga在她的Twitter账号上面发布了歌词的一部分。DJ White Shadow透露在回到欧洲的Monster Ball表演之前，Gaga抽出了几天去陪她患病的祖父。在他去世后，Gaga告诉他自己写了一首有关她祖父之死的歌曲，并称这首歌强调了这件事对她的影响。

我祖父大概死了有五个月了。当时我和我父亲去临终关怀室看望他时，我掏出了一大瓶的龙舌兰酒，坐在钢琴旁，父亲坐在我的身边，我们开始前俯后仰，我在钢琴上写下了〈榮耀極限〉，我们都哭了……这首歌可以用钢琴演奏，但是它是被设计为以宏大的技术摇滚（techno rock）、布鲁斯·斯普林斯廷式的舞蹈节拍来演奏的。实际上，我邀请了E Street Band的Clarence Clemons来配上萨克斯元素。这真他妈的漂亮。——Gaga向Google谈论〈榮耀極限〉。
关于〈榮耀極限〉的更多信息由Gaga在一次采访中向Google透露。她把这首歌释为描写一个人在临死前的最后时刻这首歌的另一个灵感来自Gaga最爱的电影——席维斯·史特龙1976年的电影《洛奇》。她认为这首歌是关于以“我是胜利者”的心态去直视生活——就像电影中人物Rocky Balboa表现出的情感一样。
2011年5月5日，新視鏡唱片向全美的电台发电邮称〈榮耀極限〉将在2011年5月9日作为《天生完美》两首促销单曲中的第一首发布。但是歌曲在發佈後獲得廣大好評令唱片公司意外，加上第二支單曲〈猶大〉並沒有如預期般成功，唱片公司與Lady Gaga於2011年5月17日號宣布將〈榮耀極限〉更改為專輯的第三支單曲，並正式派到電台點播。在她的推特账户上她发布了这首单曲的封面。它显示Gaga裸身、张着嘴，脸上有《天生完美》专辑封面上面的脸部棱角，头发像瀑布般疯狂地垂在肩上。

## 曲目
The Edge of Glory收錄以下曲目：
1. The Edge of Glory (Radio Edit)
2. The Edge of Glory (Cahill Club Remix)

## 音樂錄影帶
〈榮耀極限〉MV在6月16日正式推出，原定由知名導演Joseph Kahn概念作為採用方案，但是拍攝到一半遭到遺棄，整個原訂的團隊更遭到開除，並由Lady Gaga親自導演新的內容。這支MV推出後就遭到批評，Lady Gaga也與導演的團隊陷入僵局，但Lady Gaga至今仍未對於這件事情有任何表態。另外，MV中的色士風樂手（Clarence Clemons）於MV推出後兩日因中風不治而辭世。

## 外部連結
- Lady Gaga的官方網站（页面存档备份，存于）